# Clan Lo Russo
Le Clan Lo Russo est un ancien clan de la Camorra opérant dans la ville de Naples, notamment à Miano, pendant plus de trois décennies. Depuis la chute de tous les frères Lo Russo et les nombreuses arrestations de la plupart de ses affiliés, l'organisation est devenue presque inexistante.

## Histoire
Dans les années 70, les frères Salvatore (en), Giuseppe, Mario et Carlo Lo Russo forment un clan qu'ils nomment le Clan Lo Russo.
Après sa création, ils le fusionnent avec la Nuova Famiglia (NF), une fédération de clans anti-Cutolo composée de Michele Zaza, du Clan Gionta de Torre Annunziata, du Nuvoletta de Marano, Antonio Bardellino de San Cipriano d'Aversa et Casal di Principe, du Clan Alfieri dirigé par Carmine Alfieri, du Clan Galasso de Poggiomarino dirigé par Pasquale Galasso, du Clan Giuliano du quartier Forcella de Naples dirigé par Luigi Giuliano et du clan Vollaro de Portici dirigé par Luigi Vollaro (en). Cette faction créé pour contrer le pouvoir de la Nuova Camorra Organizzata (NCO) de Raffaele Cutolo.
Le Clan Lo Russo avec la NF, parvient à gagner la lutte contre la NCO lors de divers affrontements. Néanmoins, l'alliance éclate vite en de plusieurs clans rivaux, avec  comme corollaire une guerre entre les clans Casalesi et Nuvoletta, en 1983. Le clan Lo Russo rejoint alors, l'Alliance Secondigliano, une coalition de puissants clans de la Camorra qui contrôle le trafic de drogue, les rackets et les extorsions dans de nombreuses banlieues de Naples.
Durant la faide de Scampia, le clan Lo Russo a servi d'intermédiaire entre le Clan Di Lauro et ses sécessionnistes (en italien « scissionisti »), dans la banlieue nord de Naples. Le clan Lo Russo a également joué un rôle de premier plan dans un conflit avec les Stabile dans le quartier de Rione Sanità où Salvatore Torino a créé une division au sein du Clan Misso (it).

## Arrestations et saisies
En août 2007, les carabiniers arrêtent le chef du clan, Salvatore Lo Russo, dans son domicile de Capodimonte, en présence de son poulain Rafaelle Perfetto, sur instructions de la direction antimafia du district de Parthénope. Il est soupçonné de complot en vue de commettre un meurtre et d'autres crimes.
Le 15 avril 2014, son frère successeur, Antonio Lo Russo et son cousin Carlo Lo Russo ont été aussi appréhendés par la Gendarmerie française en collaboration avec les Carabiniers alors qu'ils se trouvent dans un bar à Nice. Selon le ministre  français de l'Intérieur de l'époque, Bernard Cazeneuve, son arrestation est un coup dur pour le crime organisé dans le pays.
En 2012 la Direction des enquêtes antimafia (DIA), grâce à une commission rogatoire du Tribunal de Naples sollicitant l'assistance du Ministère public de la Confédération, a  effectué une saisie sur des biens d'une valeur de plus de 20 millions d'euros sur des biens immobiliers, des dépôts bancaires, des entreprises, dont la « Villa delle Ninfe » à Pozzuolile et le restaurant « Donna Sophia dal 1931 » à Milan, et des véhicules à moteur. Les biens appartenaient à des entrepreneurs de Lugano, les frères Bruno, Salvatore et Assunta Potenza.

## Déclin
De sources officielles, Carlo Lo Russo est le dernier Lo Russo à diriger la puissante organisation. Après son arrestation en 2016 et sa décision de devenir un repenti, le clan qui semait la terreur au nord de Naples depuis plus de 40 ans, a été démantelé.
En 2019, le clan Lo Russo est annoncé fragmenté en de mini groupes sous la tutelle d'anciens employés ou membres de l'ancien clan, comme les factions Nappello et Perfetto.
En février 2020, la police italienne a procédé à l'arrestation de 32 membres d'un nouveau groupe appelé les  « héritiers Lo Russo ». Selon des investigations, ce nouveau groupe serait impliqué dans le conflit de succession après la dislocation du clan Lo Russo.